# Cyphopterum montanum
Cyphopterum montanum är en insektsart som beskrevs av Lindberg 1958. Cyphopterum montanum ingår i släktet Cyphopterum och familjen Flatidae. Inga underarter finns listade i Catalogue of Life.